# Je-Yong Ha
 (juin 2024).
Je-Yong Ha, né le 5 novembre 1991, est un homme d'affaires, vidéaste, haltérophile et champion de bras de fer sud-coréen.

## Biographie
Né en Corée du Sud, Je-Yon Ha s'est principalement fait connaitre sur le réseau social Instagram, grâce à son physique et sa carrure impressionnante. Millionnaire, il possède un avion d'affaires qu'il expose régulièrement sur les réseaux sociaux.
Doté d'une grande force physique, ses principaux records en haltérophilie s'établissent à 270 kg  au développé couché et plus de 340 kg au soulevé de terre. De ce fait, plusieurs médias internationaux le nommant "the Korean Hulk". De plus il participe régulièrement à des épreuves de bras de fer.
Il possède par ailleurs une chaine sur la plateforme Youtube, ou il expose plusieurs performances physiques comme le tirage d'un Autocar de plus de 13,3 tonnes à la force des bras,. 
Il a également fait parler de lui aux États-Unis, certaines informations affirmant qu'il aurait eu une brève relation avec l'actrice américaine Lindsay Lohan,.
En 2021, il est choisi pour jouer dans un film comique coréen.